# Крестон (Вашингтон)
Крестон (енгл. Creston) град је у америчкој савезној држави Вашингтон. По попису становништва из 2010. у њему је живело 236 становника.

## Демографија
Према попису становништва из 2010. у граду је живело 236 становника, што је 4 (1,7%) становника више него 2000. године.
| Група             | 2000.       | 2010.       |
| Белци             | 215 (92,7%) | 223 (94,5%) |
| Афроамериканци    | 2 (0,9%)    | 0 (0,0%)    |
| Азијати           | 0 (0,0%)    | 1 (0,4%)    |
| Хиспаноамериканци | 2 (0,9%)    | 0 (0,0%)    |
| Укупно            | 232         | 236         |